# Popielów (Ukraina)
Popielów (ukr. Попелів, Popeliw), Popiołów – wieś na Ukrainie, w obwodzie iwanofrankiwskim, w rejonie tłumackim.
W II Rzeczypospolitej wieś w gminie Tłumacz, w powiecie tłumackim, w województwie stanisławowskim.